# A.P.P.P.
A.P.P.P. (有限会社アナザープッシュピンプランニング Yūgen-gaisha Anazā Pusshupin Puranningu?, Another Push Pin Planning) fue un estudio de animación japonés fundado el 22 de junio de 1984, y con sede en Suginami, Tokio, Japón. Una empresa filial denominada Super Techno Arts distribuyó muchas de sus propiedades en América del Norte. El actual presidente de la APP, Kazufumi Nomura, comenzó su carrera trabajando en Mushi Production. Desde su creación, A.P.P.P. ha contribuido a la animación de un gran número de películas de anime y series de televisión en colaboración con otras empresas. A.P.P.P. se ha acreditado principalmente por obras incluyendo Proyecto A-Ko, Robot Carnival, y Roujin Z.

## Obras
- 07-Ghost: Cooperación en la producción
- 11eyes: Tsumi to Batsu to Aganai no Shōjo: Segunda clave en la animación, asistente de producción
- A Channel: Animación intermedia
- Ai Yori Aoshi: Animación
- Akahori Gedou Hour Rabuge: Cooperación en la producción
- Akikan!: Segunda clave en la animación, animación intermedia
- Amagami SS: Animación intermedia, clave en la animación
- Angel Beats!: Segunda clave en la animación
- Angelium: Producción
- Aria the Scarlet Ammo: Segunda clave en la animación, animación intermedia
- Baka to Test to Shōkanjū: Segunda clave en la animación
- Bakemonogatari: Segunda clave en la animación, animación intermedia
- Bakumatsu Kikansetsu Irohanihoheto: Animación intermedia
- BECK: Mongolian Chop Squad: Animación intermedia
- Black Heaven: Producción
- Black Rock Shooter: Animación intermedia
- Blood+: Animación intermedia
- Can Can Bunny: asistente de producción
- Cardfight!! Vanguard: Segunda clave en la animación
- Case Closed: Countdown to Heaven: Animación intermedia
- Case Closed: The Private Eyes' Requiem: Animación intermedia
- Chu-Bra!!: Animación intermedia
- Cobra The Animation: The Psychogun: asistente de producción
- Crayon Shin-chan: Densetsu o Yobu Odore! Amigo!: Animación intermedia
- Darker than Black: Ryūsei no Gemini: Segunda clave en la animación
- Dead Leaves: Animación intermedia
- Denpa Onna to Seishun Otoko: Segunda clave en la animación, animación intermedia
- Detective Conan: Hyōteki wa Kogoro! Shōnen Tanteidan Maruchichōsa: Animación intermedia
- Divergence Eve: Animación intermedia, Cooperación en la producción
- Dōbutsu no Mori: Animación intermedia
- Dog Days: Segunda clave en la animación
- Dororon Enma-kun Meeramera: Segunda clave en la animación
- Dragon Pink: Cooperación en la producción
- Dream Eater Merry: Segunda clave en la animación
- Durarara!!: Segunda clave en la animación, animación intermedia
- Eden of the East: animación intermedia
- Eden's Bowy: Animación intermedia
- ef: a tale of melodies.: Segunda clave en la animación
- El Cazador de la Bruja: Animación intermedia
- Elemental Gelade: Animación intermedia
- Eternal Family: Animación
- Eureka Seven: Animación intermedia
- Evangelion: Death and Rebirth: Ultimar la animación
- Fafner in the Azure: Animación intermedia
- Fairy Tail: Segunda clave en la animación, Animación intermedia, clave en la animación, asistente de producción
- Fist of the Blue Sky: Producción
- Fullmetal Alchemist: Animación intermedia
- Fullmetal Alchemist: Brotherhood: Segunda clave en la animación, animación intermedia
- Ga-rei: Zero: Segunda clave en la animación
- Gad Guard: Animación intermedia
- Gantz: Segunda clave en la animación
- Ghost Hunt: Animación intermedia
- Ghost in the Shell: Stand Alone Complex: Animación intermedia
- Ghost in the Shell: S.A.C. 2nd GIG: Animación intermedia
- Gin Tama: Shinyaku Benizakura-Hen: Animación intermedia
- Girls Bravo: asistente en la animación, animación intermedia
- Golden Boy: Producción
- Gosick: Segunda clave en la animación, animación intermedia
- Gunparade Orchestra: Animación intermedia
- Gurren Lagann: Animación intermedia
- .hack//Sign: Animación intermedia
- Heroman: Segunda clave en la animación, animación intermedia, asistente de producción
- Highschool of the Dead: Segunda clave en la animación
- Honey and Clover: Animación
- House of Five Leaves: Animación intermedia
- Immortal Grand Prix: Animación intermedia
- I My Me! Strawberry Eggs: Animación intermedia, cooperación en la producción
- Inukami!: Animación intermedia
- InuYasha: El amor a través del tiempo: Animación, clave en la animación, cooperación en la producción
- Iron Man: Segunda clave en la animación
- IS (Infinite Stratos): Segunda clave en la animación, animación intermedia
- Isekai no Seikishi Monogatari: Segunda clave en la animación
- Jin-Roh: The Wolf Brigade: Animación intermedia
- JoJo's Bizarre Adventure: Producción
- JoJo's Bizarre Adventure: Phantom Blood: producción en la animación, Producción
- Kanamemo: Segunda clave en la animación
- Kannagi: Crazy Shrine Maidens: Animación intermedia
- Kemeko Deluxe!: Animación intermedia
- Key the Metal Idol: Cooperación en la producción
- Kiddy Girl-and: Segunda clave en la animación, animación intermedia
- Kiddy Grade: Animación intermedia
- Kimi ni Todoke 2nd Season: Animación intermedia
- Kure-nai: Clave en la animación
- Kurogane Communication: Producción
- Lamune: Animación
- Le Chevalier D'Eon: Animación intermedia
- Level E: Animación intermedia
- Lotte no Omocha!: Segunda clave en la animación, animación intermedia
- Love Hina: Animación
- Lupin the 3rd vs. Detective Conan: Cooperación en la producción de la animación, animación intermedia, clave en la animación
- Macross Frontier: Animación intermedia
- Madlax: Animación intermedia
- Magical Girl Pretty Sammy: Coproducción, intermediario
- Magical Project S: Cooperación en la producción de la animación
- Mahoraba ~Heartful days~: Animación
- Mahoromatic: Automatic Maiden: Animación intermedia
- Maid Sama!: Segunda clave en la animación, animación intermedia
- Major: Clave en la animación
- Major: Yūjō no Winning Shot: Clave en la animación
- Meine Liebe: Animación intermedia
- Michiko to Hatchin: Animación intermedia
- MM!: Clave en la animación
- Mobile Suit Gundam 00 Second Season: Animación intermedia
- Mobile Suit Gundam 00 the Movie: A wakening of the Trailblazer: Animación intermedia
- Monkey Turn V: Asistente intermedio
- Motto To Love-Ru -Trouble-: Segunda clave en la animación, animación intermedia
- My Bride is a Mermaid: Cooperación intermedia en la animación
- Nagasarete Airantou: Animación
- Negima! Magister Negi Magi: Animación intermedia
- NieA 7: Animación
- Nodame Cantabile: Finale: Animación intermedia
- Noir: Animación intermedia
- Now and Then, Here and There: Producción
- Okamisan and her Seven Companions: Animación intermedia
- Omishi Magical Theater: Risky Safety: Producción en la animación, Producción
- Ore no Imōto ga Konna ni Kawaii Wake ga Nai: Segunda clave en la animación, ultimar la animación, animación intermedia, clave en la animación
- Otome Yōkai Zakuro: Segunda clave en la animación
- Parade Parade: Cooperación en la producción
- Pokémon: Diamond & Pearl: Animación intermedia
- Pokémon: El Destino de Deoxys: Animación intermedia
- Pokémon: Jirachi y los Deseos: Asistente en la animación
- Pokémon: Advanced Generation: Animación intermedia
- Pokémon Heroes: Latios and Latias: Asistente en la animación
- Pokémon: Lucario y el misterio de Mew: Asistente en la animación
- Pokémon Ranger y el Templo del Mar: Asistente en la animación
- Pokémon: The Rise of Darkrai: asistente intermedio en la animación
- El profesor Layton y la diva eterna: Animación intermedia
- Project A-ko: Producción
- Project A-ko 2: Plot of the Daitokuji Financial Group: Producción
- Project A-ko 3: Cinderella Rhapsody: Producción
- Project A-ko 4: FINAL: Producción
- Puella Magi Madoka Magica: Segunda clave en la animación
- Queen's Blade: The Exiled Virgin: Segunda clave en la animación
- Robot Carnival: Animación, Producción
- Rockman EXE: Hikari to Yami no Program: Animación intermedia
- Roujin Z: Producción en la animación
- Rurouni Kenshin: Trust & Betrayal: Animación intermedia
- The Sacred Blacksmith: Animación intermedia
- Saint Seiya: The Lost Canvas: Segunda clave en la animación
- Samurai: Hunt for the Sword: Cooperación en la producción
- Sands of Destruction: Segunda clave en la animación
- Sci-Fi Harry: Producción en la animación, Producción
- Seikon no Qwaser: Segunda clave en la animación
- Sengoku Basara II: Segunda clave en la animación
- Sexy Sailor Soldiers: Producción en la animación, animación intermedia
- Shadow: Creación
- Shangri-La: Segunda clave en la animación
- Shin Koihime Musō: Asistente de producción
- Shin Koihime Musō: Otome Tairan: Segunda clave en la animación
- Shin Kyūseishu Densetsu Hokuto no Ken: Toki-den: Segunda clave en la animación, producción en la animación, animación intermedia
- Shinryaku! Ika Musume: Animación intermedia
- Shōnen Santa no Daibōken: Animación intermedia
- Shuffle!: asistente de producción en la animación
- Sket Dance: Segunda clave en la animación
- Skip Beat!: Animación intermedia
- Softenni: Animación intermedia
- Sora no Otoshimono: Segunda clave en la animación
- Sora no Otoshimono: Forte: Segunda clave en la animación
- Soredemo Machi wa Mawatteiru: Segunda clave en la animación
- Soul Eater: Animación intermedia
- Stellvia: Animación
- Star Driver: Kagayaki no Takuto: Animación intermedia
- Street Fighter Alpha: Generations: producción en la animación, Producción
- Strike Witches 2: Segunda clave en la animación
- Supernatural: The Animation: Animación intermedia
- Sword of the Stranger: Segunda clave en la animación, Animación intermedia
- El cuento de la princesa Kaguya: Cooperación en la animación
- Tatakau Shisho: The Book of Bantorra: Segunda clave en la animación
- Tenchi Muyo! Ryo Ohki: Final Confrontations: Coproducción
- Tenchi Muyo! Ryo-Ohki OAV 3: Coproducción
- Tennis no Ōjisama – Futari no Samurai: Animación intermedia
- Tiger & Bunny: Segunda clave en la animación
- To Love-Ru: Clave en la animación
- Toaru Majutsu no Index II: Animación intermedia
- Tokko: Animación intermedia
- Toradora!: In-Between Assistance, In-Between Assistance
- Tournament of the Gods: Cooperación en la producción
- Trigun: Badlands Rumble: Segunda clave en la animación
- Umineko no Naku Koro ni: Animación intermedia
- Uragiri wa Boku no Namae o Shitteiru: Segunda clave en la animación
- Wet Summer Days: Producción
- Working!!: Animación intermedia
- X-Men: Segunda clave en la animación
- Xam'd: Lost Memories: Animación intermedia
- XxxHolic: Animación intermedia
- xxxHolic: A Midsummer Night's Dream : Animación intermedia
- Yosuga no Sora: Segunda clave en la animación
- Yumeiro Patissiere: Segunda clave en la animación, clave en la animación